# Taekwondo ai I Giochi panamericani giovanili
Le competizioni di taekwondo ai I Giochi panamericani giovanili si sono svolte dal 26 al 27 novembre a Cali, in Colombia

## Podi

### Ragazzi
| Evento | Oro               | Argento               | Bronzo            |
| 58 kg  | Jhon Reyes        | Jose Acuña            | Nicholas Hoefling |
| 58 kg  | Jhon Reyes        | Jose Acuña            | Melvy Alvarez     |
| 68 kg  | Uriel Ballesteros | Cristian Toro         | Diego Monney      |
| 68 kg  | Uriel Ballesteros | Cristian Toro         | Jose Preciado     |
| 80 kg  | Carl Nickolas Jr  | David Chamorro        | Joaquin Martinez  |
| 80 kg  | Carl Nickolas Jr  | David Chamorro        | Henique Fernandes |
| +80 kg | Dallas Parker     | Juan Esquivel Ramirez | Patrik Cardoso    |
| +80 kg | Dallas Parker     | Juan Esquivel Ramirez | Daniel Pavon      |

### Ragazze
| Evento | Oro             | Argento        | Bronzo           |
| 49 kg  | Angie Rodriguez | Giulia Sendra  | Maria Yzaguirre  |
| 49 kg  | Angie Rodriguez | Giulia Sendra  | Maria Boccarato  |
| 57 kg  | Sandy Macedo    | Gianna Ortiz   | Maria Lara       |
| 57 kg  | Sandy Macedo    | Gianna Ortiz   | Maria Lozano     |
| 67 kg  | Leslie Soltero  | Eliana Mendoza | Britney Morales  |
| 67 kg  | Leslie Soltero  | Eliana Mendoza | Mell Mina        |
| +67 kg | Alena Viana     | Gianella Evolo | Francisca Torres |
| +67 kg | Alena Viana     | Gianella Evolo | Paloma Moctezuma |